# Технический университет Чалмерса
Техни́ческий университе́т Ча́лмерса (швед. Chalmers tekniska högskola) — высшее учебное заведение в Гётеборге.

## История
Основано в 1829 году за счёт наследства Уильяма Чалмерса, директора Шведской Ост-Индской компании. В рейтинге Times Higher Education 2005 года Чалмерс указывался как лучший университет Швеции и один из основных исследовательских университетов Европы.
Университет специализируется на технических предметах, естественных науках, архитектуре. Известен своими факультетами нанотехнологий, экологии, информатики, промышленного дизайна, менеджмента и архитектуры

## Факультеты
- Архитектура и строительство
- Электротехника (Elektroteknik)
- Химико-технологический (kemiteknik)
- Механика и науки о море.
- Информационные технологии.
- Микротехника
- Физики
- Менеджмент и экономика

## Выпускники
- Линн Берггрен — бывшая участница группы «Ace of Base».
- Нильс Густав Дален — лауреат Нобелевской премии по физике 1912 года.
- Мартин Лорентсон — основатель «Spotify».
- Пьюдипай — видеоблогер (образование неоконченное).
- Людвиг Стригеус — ведущий программист «Spotify» и основатель «µTorrent».
- Эрик Юханссон — фотограф-сюрреалист.
- Карл Херслоу — лидер Партии Сконе.
- Ивар Якобсон — учёный в области информатики.